# ماثيستون (مسيسيبي)
ماثيستون (بالإنجليزية: Mathiston, Mississippi)‏ هي بلدة تقع في مقاطعة وستر (ميسيسيبي), مقاطعة تشوكتاو (ميسيسيبي) بولاية مسيسيبي في الولايات المتحدة. تبلغ مساحتها 6.4 (كم²)، وترتفع عن سطح البحر 128 م، بلغ عدد سكانها 698 نسمة في عام 2010 حسب إحصاء مكتب تعداد الولايات المتحدة .

## التركيبة السكانية
حدّد مكتب تعداد الولايات المتحدة بيانات التركيبة السكانية لماثيستون في تعداد الولايات المتحدة. في ما يلي، التركيبة السكانية حسب تعدادي 2000 و2010.

### تعداد عام 2000
بلغ عدد سكان ماثيستون 720 نسمة بحسب تعداد عام 2000، وبلغ عدد الأسر 294 أسرة وعدد العائلات 195 عائلة مقيمة في البلدة. في حين سجلت الكثافة السكانية 112 نسمة لكل كيلومتر مربع (290.1/ميل2). وبلغ عدد الوحدات السكنية 323 وحدة بمتوسط كثافة قدره 50.2 لكل كيلومتر مربع (130.0/ميل2).
وتوزع التركيب العرقي للبلدة بنسبة 80% من البيض و18.33% من الأمريكيين الأفارقة و0.69% من الأمريكيين ذوي الأصول الآسيوية و0.69% من الأعراق الأخرى و0.28% من عرقين مختلطين أو أكثر و1.81% من الهسبانيون أو اللاتينيون من أي عرق.
بلغ عدد الأسر 294 أسرة كانت نسبة 36.7% منها لديها أطفال تحت سن الثامنة عشر تعيش معهم، وبلغت نسبة الأزواج القاطنين مع بعضهم البعض 49.7% من أصل المجموع الكلي للأسر، ونسبة 13.6% من الأسر كان لديها معيلات من الإناث دون وجود شريك،  بينما كانت نسبة 3.1% من الأسر لديها معيلون من الذكور دون وجود شريكة وكانت نسبة 33.7% من غير العائلات. تألفت نسبة 32% من أصل جميع الأسر من عدة أفراد يعيشون في نفس المنزل ونسبة 19.7% كانت تتألف من شخص يعيش بمفرده يبلغ من العمر 65 عاماً أو أكثر. وبلغ متوسط حجم الأسرة المعيشية 2.45، أما متوسط حجم العائلات فبلغ 3.11.
بلغ العمر الوسطي للسكان 35.5 عاماً. وكانت نسبة 27.8% من القاطنين تحت سن الثامنة عشر، وكانت نسبة 9.9% بين الثامنة عشر والرابعة والعشرين عاماً، ونسبة 24.3% كانت واقعةً في الفئة العمرية ما بين الخامسة والعشرين والرابعة والأربعين عاماً، ونسبة 22.1% كانت ما بين الخامسة والأربعين والرابعة والستين، ونسبة 16% كانت ضمن فئة الخامسة والستين عاماً فما فوق. يوجد لكل 100 أنثى 82.3 ذكر، ويوجد لكل 100 أنثى في الثامنة عشر من عمرها فما فوق 75.7 ذكر.
بلغ متوسط دخل الأسرة في البلدة 23,125 دولارًا، أما متوسط دخل العائلة فبلغ 28,889 دولارًا. وكان متوسط دخل الذكور 27,875 دولارًا مقابل 23,472 دولارًا للإناث. وسجل دخل الفرد الخاص بالبلدة 12,222 دولارًا. وكانت نسبة 21.4% من العائلات ونسبة 25.2% من السكان تحت خط الفقر، وكان من هؤلاء نسبة 42.5% تحت سن الثامنة عشر ونسبة 25.2% في الخامسة والستين من العمر وما فوق.

### تعداد عام 2010
بلغ عدد سكان ماثيستون 698 نسمة بحسب تعداد عام 2010، وبلغ عدد الأسر 298 أسرة وعدد العائلات 194 عائلة مقيمة في البلدة. في حين سجلت الكثافة السكانية 108.6 نسمة لكل كيلومتر مربع (281.3/ميل2). وبلغ عدد الوحدات السكنية 332 وحدة بمتوسط كثافة قدره 51.6 لكل كيلومتر مربع (133.6/ميل2).
وتوزع التركيب العرقي للبلدة بنسبة 84.38% من البيض و14.04% من الأمريكيين الأفارقة و0.57% من الأمريكيين ذوي الأصول الآسيوية و0.14% من الأعراق الأخرى و0.86% من عرقين مختلطين أو أكثر و0.14% من الهسبانيون أو اللاتينيون من أي عرق.
بلغ عدد الأسر 298 أسرة كانت نسبة 33.6% منها لديها أطفال تحت سن الثامنة عشر تعيش معهم، وبلغت نسبة الأزواج القاطنين مع بعضهم البعض 43.3% من أصل المجموع الكلي للأسر، ونسبة 18.8% من الأسر كان لديها معيلات من الإناث دون وجود شريك،  بينما كانت نسبة 3% من الأسر لديها معيلون من الذكور دون وجود شريكة وكانت نسبة 34.9% من غير العائلات. تألفت نسبة 32.9% من أصل جميع الأسر من عدة أفراد يعيشون في نفس المنزل ونسبة 14.1% كانت تتألف من شخص يعيش بمفرده يبلغ من العمر 65 عاماً أو أكثر. وبلغ متوسط حجم الأسرة المعيشية 2.32، أما متوسط حجم العائلات فبلغ 2.94.
بلغ العمر الوسطي للسكان 39.0 عاماً. وكانت نسبة 24.8% من القاطنين تحت سن الثامنة عشر، وكانت نسبة 7.4% بين الثامنة عشر والرابعة والعشرين عاماً، ونسبة 25.4% كانت واقعةً في الفئة العمرية ما بين الخامسة والعشرين والرابعة والأربعين عاماً، ونسبة 25.5% كانت ما بين الخامسة والأربعين والرابعة والستين، ونسبة 16.9% كانت ضمن فئة الخامسة والستين عاماً فما فوق. وتوزع التركيب الجنسي للسكان بنسبة 44.7% ذكور و55.3% إناث.

## وصلات خارجية
- The US50 - Cities and Towns in Mississippi State
- Mississippi Cities and Towns, Facts, Map, Flag, Colleges, Government, and More